# Анжерский замок
Анже́рский за́мок (фр. Château d'Angers) расположен в городе Анже в департаменте Мен и Луара во Франции. Общая площадь замка составляет около 25 000 м².

## История замка
В III веке н. э. земли Анже входили в состав Римской империи. На берегу реки Мен располагалось небольшое пограничное поселение, укреплённое деревянными стенами для защиты от набегов варварских племён и викингов.
В 851 году крепость попадала под власть графства Анжу.
Жоффруа II (фр. Geoffroy II) во время своего правления (1040—1060) построил вместо деревянной крепости огромный каменный замок.
В 1204 году французский король Филипп II (фр. Philippe II Auguste) захватил графство Анжу, а вместе с ним и Мен, Нормандию и Бретань.
К 1240 году закончено строительство мощных стен Анжерского замка с 17-ю круглыми башнями.
Людовик II Анжуйский построил во внутреннем дворе замка часовню и королевские палаты.
Во время правления сына Людовика II, Рене Доброго, герцога Анжуйского (1409—1480).
В 1562 году Екатерина Медичи укрепила Анжерский замок с целью привести его в соответствие с военными реалиями того времени.
Однако в 1574 году Генрих III взойдя на французский престол и опасаясь военных восстаний протестантов, приказал срезать семнадцать башен Анжерского замка до уровня стен. Камень, полученный при разборке башен, был использован при строительстве улиц города. Несмотря на это, Генрих III продолжал поддерживать замок в боевой готовности и даже установил на стенах артиллерию.
В 1939 году замок стал убежищем польского правительства от войск Германии, а в 1940 году оккупирован немецким войсками.

## Архитектура
Крепостная стена замка была построена из слюдяного камня и белого известняка в виде неправильного пятиугольника и имела протяжённость около одного километра. Северо-западная сторона не имела фортификационных укреплений и обрывалась в реку Мен.

## Анжерский апокалипсис
Анжерский замок знаменит своей серией гобеленов «Апокалипсис», которая стала одним из «региональных чудес Франции». Готовое полотно состояло из семи одинаковых частей, длиной 144 и высотой 5,5 метров. На его создание ушло около пяти лет.